# Dendrocopos himalayensis
Dendrocopos himalayensis е вид птица от семейство Picidae.

## Разпространение
Видът е разпространен в Афганистан, Индия, Непал и Пакистан.